# Rudy Árias (baseball, 1957)
Pour le lanceur de baseball, voir Rudy Árias.
Rudy Árias (né le 25 juin 1957 à Santa Clara, Cuba) est un instructeur des Ligues majeures de baseball.
Il est en 2012 l'instructeur au premier but des Orioles de Baltimore.

## Carrière
Rudy Árias joue au baseball dans les ligues mineures de 1977 à 1979 pour des clubs affiliés aux Mariners de Seattle, sans atteindre les Ligues majeures. Il évolue à la position de receveur. Son père Rudy Árias est un lanceur de baseball ayant joué dans les majeures pour les White Sox de Chicago en 1959.
En 1993, il receveur de l'enclos des lanceurs de relève chez les Marlins de la Floride, alors à leur première année d'existence, et passe deux saisons avec la jeune franchise,.
En 1995 et 1996, il est receveur de l'enclos chez les Yankees de New York, méritant une bague de la Série mondiale lors de la conquête du championnat en 1996 par l'équipe.
Arias fait partie du personnel d'instructeurs des Orioles de Baltimore durant 11 ans, de 1997 à 2007, comme receveur de l'enclos de relève. De 2008 à 2010, il est instructeur au premier but et entraîneur des receveurs chez les Goldeyes de Winnipeg de la Ligue Northern, une ligue indépendante de baseball, puis il revient comme receveur de l'enclos chez les Orioles en 2011.